# Most Onaruto
Most Ōnaruto ([大鳴門橋] Napaka: {{Jezik}}: neveljaven parameter: |3= (pomoč) lit. 'Veliki most Naruto') je 1629 m dolg viseči most čez preliv Naruto na hitri cesti Kobe-Avadži-Naruto, ki povezuje Minamiavadži, prefektura Hjogo na otoku Avadži z Narutom, Tokušima na otoku Ōge na Japonskem.
Most so začeli graditi septembra 1976, za promet pa so ga odprli 8. junija 1985. Ta je nadomestil vse prejšnje trajektne povezave med obema otokoma; od takrat ni več nobene povezave med Avadži-šimo in Šikokujem za pešce, kolesarje in majhne avtomobile (dolžine do 3,4 m, 660 cm³).
Glavni razpon mostu je 876 m, stranski razponi po 330 m, severni pa 93 m, širina mostu je 25 m, višina pilonov pa 144 m. Zasnovan je kot kombiniran cestni in železniški most, zgrajen je bil v dveh etažah. Most Akaši-Kaikjo od Avadž-šime do Kobeja, ki je bil nato zgrajen od leta 1986 do 1998, in je bil od začetka načrtovan izključno za cestni promet in torej le kot enonadstropna konstrukcija. Uporaba mostne povezave od Honšuja preko Avadži-šime do Šikokuja za Šinkansen se je zdaj izkazala za neprimerno, saj hrup na nižji ravni mostu onemogoča prehod pri hitrostih nad 70 km/h, pogosti močni vetrovi pa celo preprečujejo vlakom promet na visečem mostu. Iz varnostnih razlogov mora biti le-ta nastavljen za vsak primer posebej (za cestni promet na mostu velja splošna omejitev hitrosti 70 km/h, v vetrovnih dneh pa 40 km/h).
Ko so se poslovili od železniške povezave, so spodnjo raven neuporabljenega mostu Ōnaruto preuredili v Naruto Whirlpool Mile kot del Naruto Parka, ki privablja številne obiskovalce.
Od treh mostov med Honšujem in Šikokujem je bil most Ōnaruto najbolj obremenjen s 6,8 milijona vozil leta 2004, takoj za mostom Akaši-Kaikjō, ki je tudi del avtoceste Kobe-Avadži-Naruto. Vendar so številke od odprtja dosegle le 78 % prvotnih stroškovnih načrtov družbe Honshū-Shikoku Bridge Company, ki ustvarja izgubo.
Je tudi priljubljena turistična destinacija za oboževalce animeja Naruto, kjer je bil omenjen v 19. epizodi prve sezone.

## Naruto vrtinci
Ponavljajoči se vrtinci, znani kot vrtinci Naruto, so pod mostom, povzroča pa jih plimski tok med notranjim morjem Seto in Tihim oceanom, ki potekajo čez podmorske grebene pod Spanom, kar povzroča zelo močne vrtinčaste tokove, od katerih nekateri tvorijo velike, globoke vrtince.
Most ima turistično atrakcijo, vgrajeno v sidro na južni strani – pešpot Uzunomiči – zaprt prehod do južnega stolpa, ki obiskovalcem omogoča ogled vrtincev skozi stranska in talna okna, najbolje vidne med oseko. Turistični čolni in druga plovila krožijo okoli stolpov, tako da lahko obiskovalci vidijo globino vrtincev od blizu, medtem ko pogled z mostne opazovalnice omogoča obiskovalcem videti vzorec, ki ga ustvarjajo vrtinčni tokovi, ki segajo precej daleč.